# Handschrift 49
Handschrift 49 of Hs. 49 is een verlucht manuscript geschreven in het jaar 1446 door de kopiist Gherardus Theoderici. Het is in Utrecht vervaardigd, en is in het bezit van de Universiteitsbibliotheek Utrecht. Het handschrift bestaat uit 225 folia van vellum (waarvan er 220 zijn beschreven) en heeft haar originele lederen band met metalen beslag en klemmen behouden. Het manuscript bevat een sectie van de exposities over de psalmen van Augustinus van Hippo. In de colofon op folio 219v noemt de kopiist het werk “Quinquagena secunda beati Augustini episcopi” (Tweede vijftigtal van de gezegende bisschop Augustinus), waarin de psalmen 51-100 worden uitgelegd van zijn Enarrationes in Psalmos. Een alternatieve titel voor dit werk is Expositio super Psalterio.

## Inhoud
De kerkvader Augustinus van Hippo (354-430) werkte 26 jaar af en aan om zijn uitleg van alle 150 psalmen te voltooien. Het is waarschijnlijk zijn langstlopende project geweest.  Augustinus’ bewondering voor de psalmen is duidelijk terug te lezen in het begin van zijn Confessiones: “Wanneer de psalm bidt, bidt u; wanneer het treurt, treurt u; wanneer het jubelt, jubelt u; wanneer het hoopt, hoopt u; wanneer het beangstigt, bent u beangstigd. Alles hier geschreven is een spiegel voor onszelf.” Hs. 49 bevat het tweede deel van het driedelig werk waaruit de Expositio super Psalterio is opgebouwd. Het eerste deel (Hs. 48) en derde deel (Hs. 50) zijn gekopieerd in de vijftiende eeuw. Cornelis Block, een kanunnik van het Utrechtse regulierenklooster, schrijft in 1532 in zijn kroniek dat de Expositio super Psalterio. Quinquagena III in het klooster zelf gekopieerd is door een kanunnik genaamd Gherardus Theodrici. Maar alleen het tweede deel bevat de naam van Gherardus en het jaartal 1446, en het schrift van het derde deel ziet er anders uit dan dat van het tweede deel.
Voorafgaand aan het daadwerkelijke begin van de Expositio staat op fol. vi verso een kort gebed, Conversi ad Dominum Deum, hetgeen een uitnodiging was voor de lezers om zich tot God te richten en tot hem te bidden opdat hij hen zou beschermen en begeleiden. Het is een gebed dat Augustinus vaak gebruikte om zijn preken mee te besluiten. Het is door dezelfde kopiist geschreven als de rest van het handschrift. Ook in de andere twee delen gaat dit gebed vooraf aan de eigenlijke tekst.

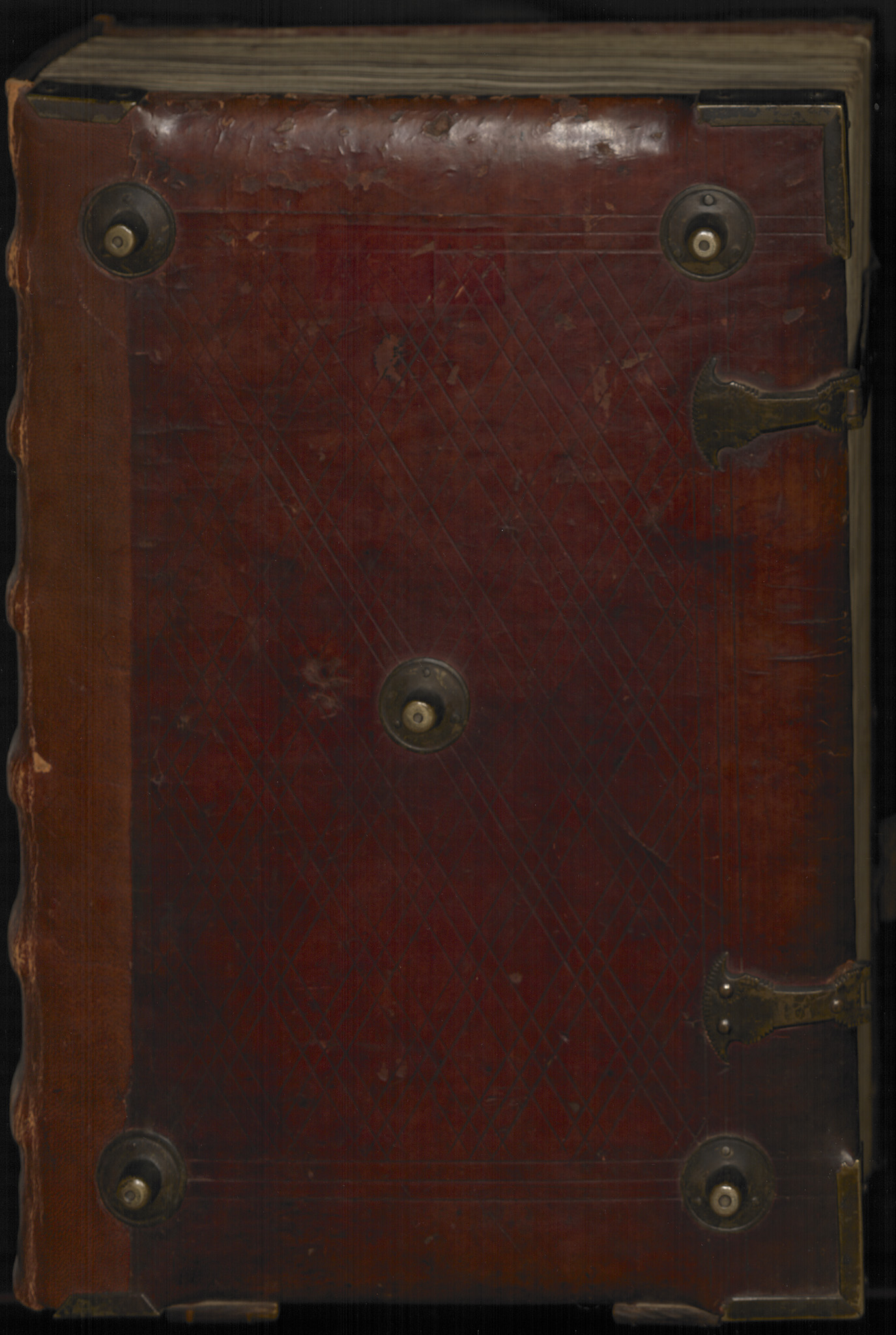
Band van Hs. 49

## Geschiedenis van het manuscript
Het manuscript is geproduceerd in Utrecht in het Regulierenklooster, een klooster in de traditie van Augustinus, dat is opgericht in de jaren 1290-92. Op het laatste folium (219v), staat dat het geschreven is per manus fratris gherardi trici (door de hand van broeder Gherardus T[heode]rici), het jaartal 1446 en de notitie Pertinet regularibus in traiecto (Behoort aan de Regulieren in Utrecht).

## Het manuscript

### Codicologische analyse
De codex is zeer goed bewaard gebleven. Het heeft nog steeds zijn originele bruine kalfslederen band over de houten platten, waarvan de randen beschermd zijn door metalen hoekstukken. De voorkant is gedecoreerd met ruitvormige compartimenten, met diagonale filetlijnen die de knoppen op de hoeken met elkaar verbinden. Op de voorkant zit een knop in het midden van het frame, waar op de achterkant een dergelijke knop mist. De voor- en achterkant van het manuscript kunnen samen worden vastgeklikt door twee metalen klampen. Het enige deel van het werk wat restauratie nodig had was de rug, wat gebeurd is in de zestiende eeuw. In de moderne periode zijn twee nieuwe schutbladen aan de voorkant toegevoegd, en twee aan de achterkant.

### Katernen en afmetingen
Het eigenlijke manuscript (met de uitleg van de Psalmen) bestaat uit 219 folia, samengebonden volgens de Wet van Gregory. Daarnaast zijn er vier schutbladen aan het begin van het manuscript en twee aan het eind. Deze folia zonder tekst hadden als doel om de eerste en laatste bladzijden voor de houten platten te beschermen. De nummering van de folia is in de moderne tijd met potlood aangebracht. Het manuscript is ingebonden met behulp van katernsignaturen: de rechterbenedenhoek van elk beginnend blad van een bifolium heeft een kleine letter (soms weggesneden), die de plaats van het katern in het manuscript bepaalt, beginnend met a. Hierna volgt een nummer dat correspondeert met de plaats van het bifolium binnen het katern. Zo begint het achtste katern, fol. 57r, met de markering h1, fol. 58r met h2, fol. 59r met h3, en fol. 60r met h4. Daarna begint het negende katern, fol. 65r, met de markering i1, enzovoorts. Nadat alle letters van het alfabet gebruikt zijn, begint fol. 185r weer met a1. De custodes, de eerste woorden van een volgende pagina die onderaan de voorafgaande pagina staan geschreven, zijn meestal door de binder weggesneden. Soms is de custode nog te zien, bijvoorbeeld onderaan fol. 160v. Bijna alle katernen bestaan uit vier bifolia (acht folia). De structuur kan worden weergegeven in de volgende katernformule:
1+I+1(iv), 27 IV (216) + III-1(221)
Het eerste blad (fol. i) en het laatste blad (fol. 221) zijn voorheen vastgelijmde schutbladen, elk voorafgegaan door een in de moderne periode ingevoegd bifolium. De grootte van alle folia is ongeveer 355 × 255 mm, en het tekstveld van twee kolommen met normaal gesproken 52 regels meet 243 × 164 mm. Verticale en horizontale kader- en regellijnen zijn nog steeds zichtbaar op de bladen.

### Schriftkenmerken
Het manuscript is geschreven in een Gotische hybrida libraria, een schrift dat gebruikelijk was in de vijftiende eeuw in de Nederlanden. In de codex zijn verscheidene kenmerken en een aantal geschrapte stukken zichtbaar als gevolg van foutjes bij het kopiëren van het manuscript. De kopiist heeft verschillende technieken gebruikt om deze fouten te verbeteren. Hierbij gebruikt hij verwijstekens, zoals op fol. 36v, 97v, 125r en 172r. Hij heeft ook woorden weggeschraapt en de verbetering er overheen geschreven, zoals op fol. 7r, beneden in de rechter kolom. Een doorgestreepte letter is te vinden op fol. 150v, waar de n van Deprecanti is verwijderd met een kruis. Beschadigingen in het perkament worden gemarkeerd door wolkvormige tekeningen in rood, waar omheen wordt geschreven, zoals op fol. 75r in de linkerkolom en 75v in de rechterkolom, en op fol. 3r-v.

### Rubricering en miniatuur
Elke psalm wordt geïntroduceerd en geconcludeerd door een rubriek in rode inkt, waarbij het einde van de bediscussieerde psalm wordt vermeld (explicit), evenals het begin van de volgende psalm (incipit) en de classificatie in Romeinse getallen. Bijvoorbeeld de eerste rijen op folio 15v luiden: “Explicit psalmus. liiii. Incipit psalmus. I. quintus”, waarmee dus de conclusie van psalm 54 en de inleiding van psalm 55 worden vermeld. De rubricering werd pas gedaan nadat het hele manuscript was geschreven, en er werd in de benedenmarge geschreven wat er in de rubrieken moest staan. Deze annotaties zijn weggesneden door de binder, maar soms zijn ze nog overgebleven, zoals onderaan fol. 142v en 181r. De tekst werd verder ingedeeld door afwisselend rode en blauwe lombarden te gebruiken aan het begin van een nieuwe sectie, en de eerste regels ervan met rood te onderstrepen, zoals op fol. 3r. Kadellen op de bovenregel zijn er ter versiering.

### Decoratie

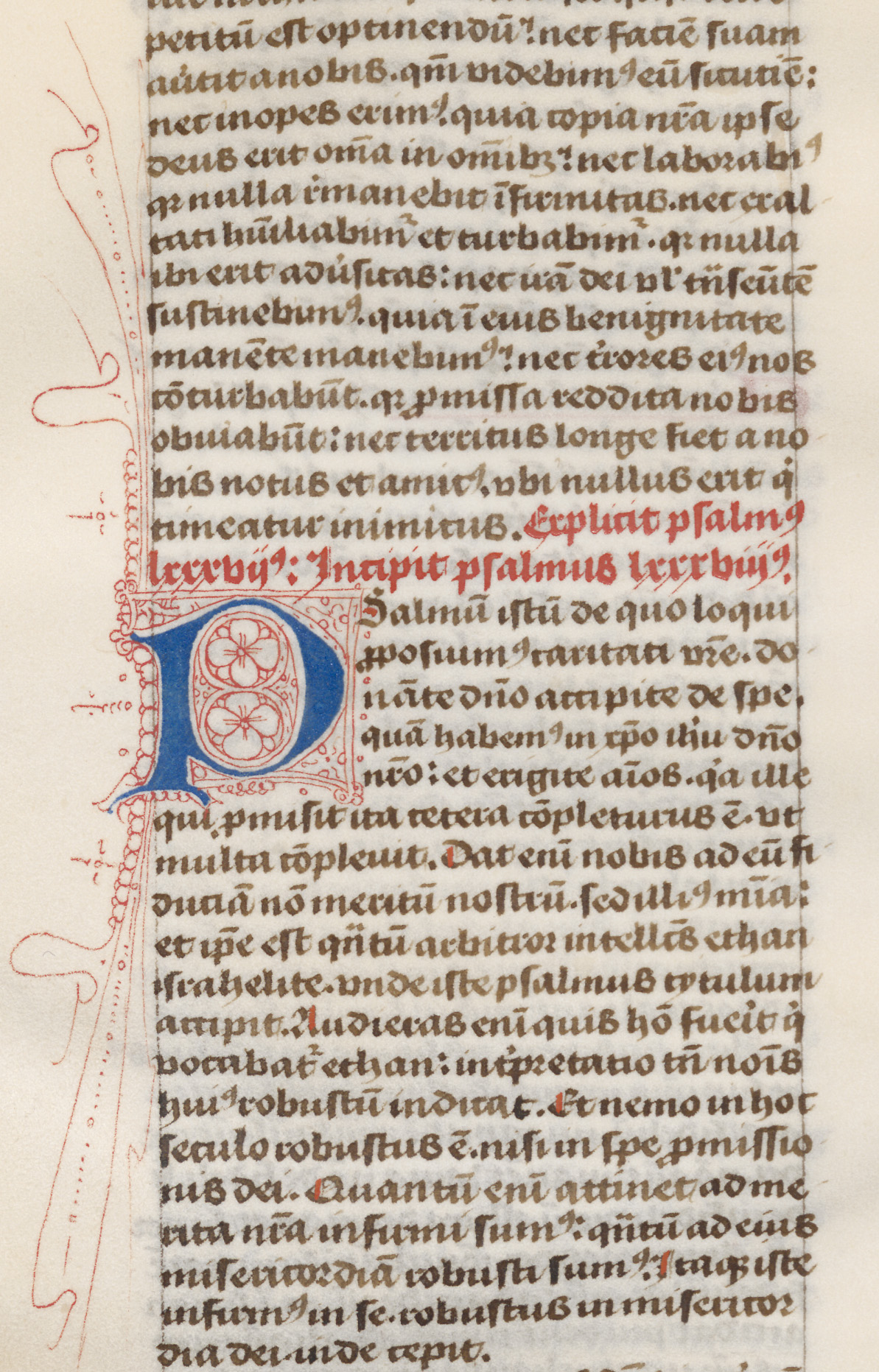

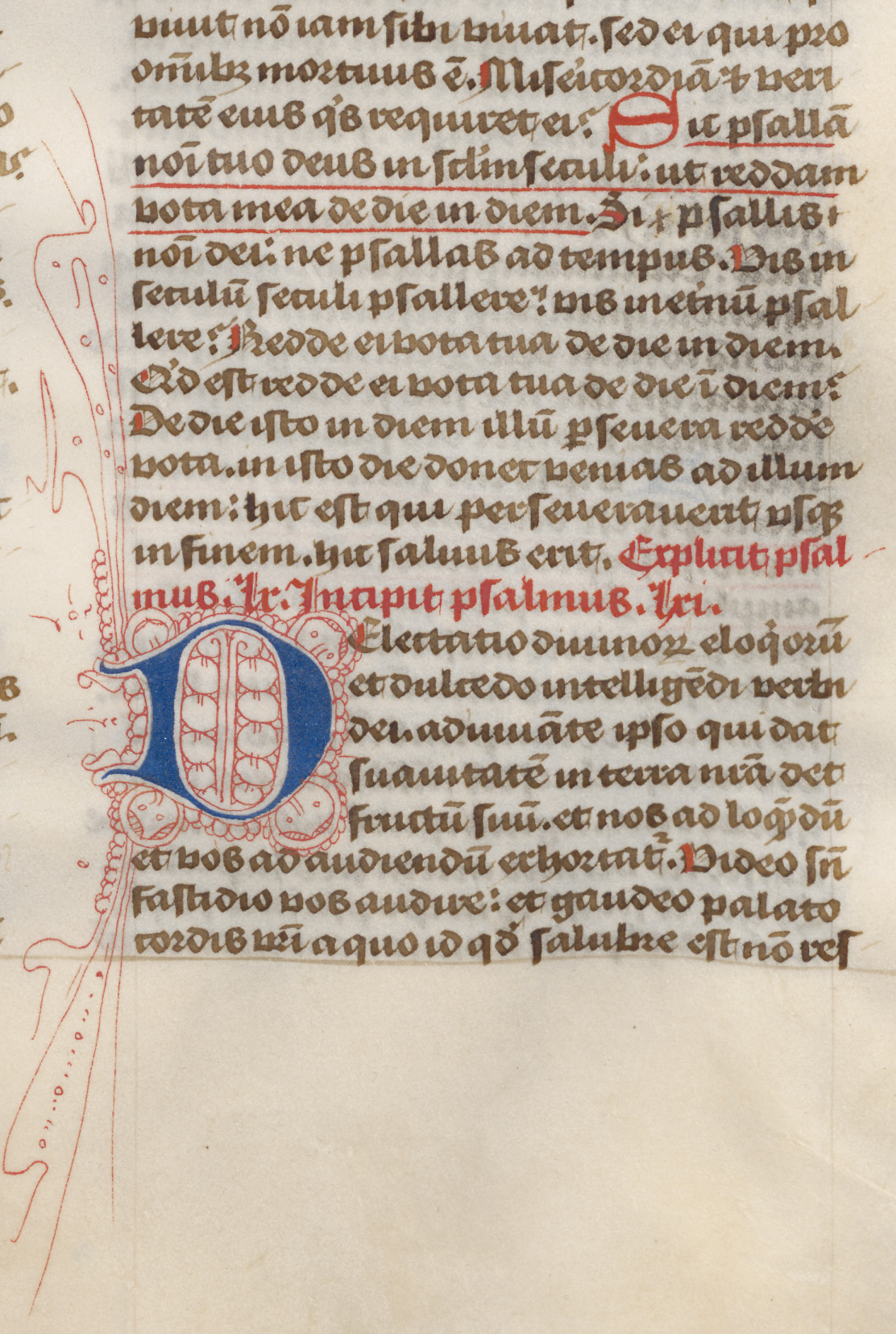

Een met penwerk versierde initiaal markeert het begin van een nieuwe psalm. Rode en blauwe initialen wisselen elkaar af, met daaromheen afwisselend blauw of rood penwerk, waarbij het penwerk de letter omgeeft in florerende of gebogen lijnen en dunne streken en punten.
Het penwerk in het manuscript komt overeen met de zogeheten ‘stijl met de knoopjes’, die gangbaar is in Utrecht in de jaren rond 1450. Er zijn zeventien overgebleven manuscripten die binnen deze stijl vallen. Vijftien ervan behoorden toe aan het Regulierenklooster. Erg karakteristiek aan deze penwerkstijl zijn de parellijnen aan de zijkanten van de initialen en de lang, licht gebogen lijnen die uitwaaieren en weer naar elkaar toelopen. Het oog van het initiaal is gevuld met bladeren, bloemen of aren. Het penwerk is in een vrij homogene stijl door het hele handschrift heen aangebracht (bv. fol. 41r, fol 165v), en is duidelijk toe te kennen aan dezelfde persoon. Op fol. 1r staat een grote initiaal met penwerk, een j-lijst en marge versieringen in verschillende kleuren.